# Vuelo 540 de Czech Airlines
El Vuelo 540 de ČSA era un avión de pasajeros de la compañía Czech Airlines (ČSA) que realizaba el servicio internacional regular de Praga (Checoslovaquia, actual Chequia) a Teherán (Irán) a través de Damasco (Siria) y Bagdad (Irak). El vuelo, operado por un Ilyushin Il-62 Brno Trade Fair, se aproximaba a la pista 23R en el Aeropuerto Internacional de Damasco el 20 de agosto de 1975, descendiendo con tiempo despejado, cuando se estrelló a 17 km (11 millas) del aeropuerto. La aeronave se rompió y se incendió al impactar; 126 de los 128 pasajeros y la tripulación a bordo murieron en el accidente en el peor desastre aéreo de Siria, también el peor desastre aéreo para la aerolínea.
Se determinó que la causa del accidente fue que la tripulación de vuelo no mantuvo la altitud mínima de vuelo.

## Aeronave y tripulación
El avión en cuestión era un Ilyushin Il-62 con número de serie 31502 y matrícula OK-DBF. Fue fabricado en 1973 y entregado a la aerolínea ese mismo año. El avión recibió el nombre de Brno Trade Fair (Feria de muestras de Brno).
En el momento del accidente, el comandante del vuelo era Ján Gajdoš (54) con 19.000 horas de vuelo (unas 3.000 en el Il-62), que dirigía la tripulación formada por el copiloto Stanislav Žižka (50) con 15.000 horas de vuelo (unas 2.500 en el Il-62), el navegante František Aulík (43) y los ingenieros de vuelo Karel Hasman (48) y Vladimír Hejduk, que acababa de terminar su servicio. El resto de la tripulación también era muy experimentada y contaba con más de 10.000 horas de vuelo. Un equipo de seis auxiliares de vuelo atendió a 117 pasajeros.

## Vuelo y accidente
El vuelo 540 despegó del Aeropuerto Internacional de Praga-Ruzyně el 19 de agosto de 1975 a las 19:35. El vuelo transcurrió con normalidad durante las siguientes tres horas y media hasta su escala prevista en el Aeropuerto Internacional de Damasco. Poco después de la medianoche del 20 de agosto, la tripulación estableció una conexión con el centro de control regional y un momento después con la torre del aeropuerto en el propio Damasco. A las 00:10, la tripulación recibió un informe meteorológico, que indicaba condiciones despejadas con un viento muy suave. El avión estaba siendo pilotado por el copiloto Žižka en ese momento. Aproximadamente a la 01:15, la tripulación debería haber solicitado una aproximación final, pero esto no sucedió. Poco después, comenzaron a difundirse rumores de un accidente aéreo.
El avión se estrelló en el desierto a unos 17 kilómetros del aeropuerto de Damasco. El tren de aterrizaje delantero fue el primero en impactar, seguido por el ala izquierda. El avión comenzó a deslizarse sobre su panza, rompiéndose y incendiándose en el proceso. Solo la sección de cola sobrevivió relativamente intacta. Los escombros se esparcieron por un área de 1 kilómetro. El lugar del accidente fue rápidamente rodeado por soldados sirios de una base cercana. Ayudaron a los tres pasajeros supervivientes a salir de los restos. Un estudiante sirio de 30 años, una niña y un niño sobrevivieron, pero el niño murió de camino al hospital. 125 personas murieron en el lugar.

## Investigación
La investigación se llevó a cabo casi inmediatamente después del accidente. Sin embargo, la comisión checoslovaca del Instituto de Investigación Profesional de Accidentes Aéreos (ÚZPLN) tuvo complicaciones, ya que no recibió permiso para investigar el lugar del accidente. Después de dos días de negociaciones, la comisión recibió el permiso para inspeccionar el lugar. También se unieron las comisiones de investigación siria y soviética. Intentaron encontrar las cajas negras, pero el avión no estaba equipado con una grabadora de voz en cabina, lo que complicó mucho la investigación. Se encontró la grabadora de datos de vuelo, pero al examinarla más de cerca se descubrió que la cinta con los datos se había quemado, por lo que no se podía utilizar. El único punto de referencia eran las imágenes de la torre de control del aeropuerto de Damasco. Sin embargo, no hubo señales de problemas, excepto un malentendido. Sin embargo, la comunicación desde el avión la realizó el navegante Aulík.

### Comunicación entre la tripulación y la torre:
OK 540: Buenas noches, nos estamos aproximando al VOR de Damasco 5000 pies.
Torre: Buenas noches, por favor espere! (interrupción) ….. 6315, ¡tome la primera a la derecha!

OK 540: ¿Girar a la derecha?
Torre: No, no es para ti. (interrupción) ….. ¡Vuelo 6315, tome la primera a la derecha!
OK 540: Gracias, primera a la derecha.
Torre: OK 540, proceder a aproximación VOR, informar final de pista 23R, viento 230/12, QNH (altitud) 1010.
OK 540: Entendido, pista 23 a la derecha, QNH 1010.
También descartaron la posibilidad de una explosión en pleno vuelo o de ser derribados, ya que los restos se dispersaron en un área relativamente pequeña. Sin embargo, sin una grabadora de voz de cabina y una grabadora de datos de vuelo, solo podían especular. Al entrevistar a testigos oculares (dos embajadores checoslovacos que estaban esperando un vuelo y se suponía que viajarían a Teherán), el avión estaba girando hacia el aeropuerto en el momento del accidente, pero no estaba listo para aterrizar, ya que el avión no tenía sus luces de aterrizaje, y entonces observaron la explosión. Debido a la estricta censura en Checoslovaquia , solo se escribió poco sobre el accidente, y la mayor parte del material al respecto era de alto secreto.

## Teorías
La comisión investigadora colaboró muy esporádicamente entre sí, sobre todo con la parte siria, que se negó a registrar los efectos personales de las víctimas, se llevó los restos y no informó si había encontrado alguna pista importante. Los ciudadanos sirios también se llevaron partes del avión, debido a la falta de control de la zona. Por lo tanto, se desconoce la causa oficial del accidente.
Se recomendó la identificación de la víctima, ya que se descubrió que el comandante del vuelo había consumido una cantidad importante de alcohol durante el vuelo, lo que contravenía las normas de la compañía. Asimismo, debía proporcionar comunicación con la torre del aeropuerto, lo que fue facilitado por el navegante. También se interrogó a los pilotos de ČSA que eran compañeros de la tripulación fallecida, quienes afirmaron que los miembros de la tripulación del vuelo en cuestión no se llevaban bien entre sí y tenían disputas entre ellos, lo que podría haber contribuido al accidente. Aunque la mayoría de los instrumentos fueron destruidos en el accidente, también se concluyó que el copiloto Žižka, por costumbre, introdujo un valor incorrecto en el barómetro, por lo que el avión pudo enviar información de altitud incorrecta a la cabina. También se han planteado teorías sobre el suicidio del piloto, una bomba o la participación del Mossad.
Hay dos teorías más probables: un error del piloto y ser derribado por un misil sirio.
La teoría del derribo por un misil tierra-aire sirio fue posible gracias a la guerra en curso en el Líbano , debido a la apertura de una sucursal oficial de la Organización para la Liberación de Palestina (OLP) en Praga unos días antes, por lo que es posible que derribaran este avión como protesta por esta decisión. También faltaron algunos restos menores del avión, o un mes después desapareció el vuelo 240 de Malév , que se estrelló cerca de Beirut. Además, un testigo declaró que el avión fue derribado por un misil. La teoría del derribo se profundizó aún más gracias a la posterior visita del presidente sirio a Checoslovaquia, supuestamente para arreglar las relaciones. Sin embargo, se registraron los restos del vuelo de ČSA y no se encontraron rastros de explosivos o metralla. La causa más probable del accidente fue un error del piloto.